# Jean-Baptiste-Édouard Gélineau

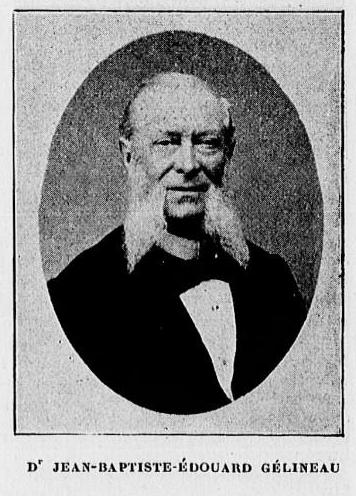
Jean-Baptiste-Édouard Gélineau

Jean-Baptiste-Édouard Gélineau (ur. 23 grudnia 1828 w Blaye, zm. 2 marca 1906 w Argelès-Gazost) – francuski lekarz. Przypisuje mu się pierwszy opis narkolepsji w literaturze medycznej.

## Życiorys
Był synem kupca Edouarda-Saint-Hilaire i jego żony Jeanne-Aricie z domu Laurent. Po ukończeniu szkoły w rodzinnym Blaye studiował medycynę w Akademii Medycznej w Rochefort (fr. École de médecine navale de Rochefort). Jako student w 1849 roku brał udział w zwalczaniu epidemii cholery w La Rochelle. Po ukończeniu studiów został internem w szpitalu w Rochefort, od 1845 praktykował, jako lekarz okrętowy, na statkach i we francuskich koloniach na Oceanie Indyjskim. Na Reunion pracował w szpitalu dla obłąkanych św. Pawła (l’hospice des fous de Saint-Paul). 1 czerwca 1850 roku został mianowany chirurgiem trzeciej klasy.
Spisał wspomnienia z tego okresu, opublikowane dopiero w 1905 roku pod tytułem Voyage a i’lle de la Réunion. Opisał w nich m.in. zniesienie niewolnictwa na wyspie Reunion. Przez 18 miesięcy przebywał na Majotcie, zbierając materiały do swojej rozprawy doktorskiej. 14 sierpnia 1858 roku na Uniwersytecie w Montpellier przedstawił i obronił dysertację na stopień doktora medycyny, Aperçu Medical de l’Ile de Mayotte. Był wtedy chirurgiem drugiej klasy. Od 1858 był głównym chirurgiem na korwecie L’Embuscade; podczas jej rejsu widział wiele przypadków dusznicy bolesnej, której później poświęcił osobne opracowanie.
W 1860 roku zrezygnował z pracy lekarza okrętowego i otworzył prywatną praktykę w Ruelle, a potem w Aigrefeuille-d’Aunis. W 1870 roku jako lekarz i chirurg wojskowy pułku Charente-Inférieure zwalczał epidemie odry i ospy podczas wojny francusko-pruskiej. Za te zasługi został nominowany do Legii Honorowej (którą otrzymał kilka lat później). Pod koniec wojny powrócił do praktyki prywatnej, ale problemy zdrowotne zmusiły go do jej ograniczenia; zdecydował się przenieść do Paryża, gdzie prowadził z sukcesem prywatną praktykę i pracował naukowo, publikując szereg monografii.
W 1900 roku, w wieku 72 lat, przeniósł się do zamku Sainte-Luce-La-Tour w Blaye, zaprzestał praktyki lekarskiej i poświęcił się winiarstwu, kontynuując rodzinną tradycję. Jego bordeaux przyniosło mu złoty medal na wystawie w Antwerpii, dyplom jakości w Amsterdamie i złoty medal na wystawie światowej w Paryżu w 1900 roku. Zmarł w 1906 roku jako wdowiec, jedynym świadkiem jego śmierci był 20-letni lokaj.
Był Kawalerem Legii Honorowej, oficerem Orderu Palm Akademickich i komandorem osmańskiego Orderu Sławy.
Oprócz prac medycznych pozostawił kilka opracowań historii rodzinnego Blaye, a także komedię w jednym akcie Après le Bal (1876).
Należał do Société de Médicine, Société d’Hypnologie et de Psychologie i La Société Française d’Hygiène. Był twórcą towarzystwa Société Française des Eaux Minérales, w 1881 założył La Prévoyance médicale, towarzystwo pomagające lekarzom emerytom i wdowom po lekarzach.
Po jego śmierci w prasie medycznej i codziennej ukazało się kilka krótkich nekrologów. W latach 70. i 80. życiorys i dorobek naukowy Gélineau szerzej opisał francuski neurolog Pierre Passouant.

## Dorobek naukowy
Jako lekarz Gélineau interesował się szczególnie neurologią i psychiatrią, publikując prace na temat padaczki, fobii oraz klasyczny opis narkolepsji. W 1871 roku wprowadził do leczenia padaczki tabletki arszenikowo-bromowe swojego pomysłu (pilules du Docteur Gélineau). Wśród jego publikacji są także prace dotyczące dusznicy bolesnej, higieny uszu, powikłań porodowych, nowotworów gardła.
Pierwsza praca dotycząca narkolepsji autorstwa Gélineau ukazała się w 1880 roku. Przyznał w niej pierwszeństwo opisu choroby lekarzowi Caffé, który w 1862 roku przedstawił opis przypadku 47-letniego pacjenta o „nieodpartej i nieustannej skłonności do zasypiania”. Według współczesnych autorów, zespół objawów opisanych przez Caffégo należałoby raczej określić jako obturacyjny bezdech senny. Natomiast pacjent Gélineau, 38-letni handlarz beczek o dwuletnim wywiadzie nawracających stanów senności, jest bez wątpienia jednym z pierwszych opisanych w literaturze chorych na narkolepsję. Opis przypadku ukazał się w „Gazette des Hôpitaux” w 1880 roku, trzy lata po artykule Westphala. Rok później Gélineau wydał monografię opisującą 14 przypadków nowej choroby, z których większość ocenia się dzisiaj jako niespełniające kryteriów narkolepsji. Opisał również objaw katalepsji (termin wprowadzony dopiero w 1916 przez Henneberga), określając go jako astazję. W jego opisie choroby zawierały się więc trzy elementy pentady objawów charakteryzującej narkolepsję. Nazwa nowej jednostki chorobowej pochodziła od greckich wyrazów νάρκη (odrętwienie) i λῆψις (atak). Narkolepsja określana była także jako choroba Gélineau (maladie de Gélineau), zespół Gélineau bądź zespół Gélineau-Redlicha.

## Lista prac
Książki i monografie
- Aperçu médical sur l’Ile Mayotte. Méd. Montpellier, 1858.
- Épître à Timoléon Audry. J. Tessier, 1874.
- Après le Bal. Comédie en un acte et en vers. J. Teissier, 1876.
- Des névroses spasmodiques, de leur origine, de leur rapports et de leur traitement. Paris: O. Doin, 1879.
- De la kénophobie, ou peur des espaces (agoraphobie des Allemands). Paris: O. Doin, 1880.
- Un des sièges de Blaye (1580). Impr. de E. Brunette, 1880.
- De la narcolepsie. Impr. Tessier frères, 1881.
- Histoire de Blaye pendant les dernières années de l’empire. Impr. de J. Tessier, 1885.
- Traité de l’angine de poitrine. Paris: A. Delahaye & E. Lecrosnier, 1887.
- New treatment of nervous affections. Sceaux: Jules Mousnier, 1887.
- Maladies et hygiène des gens nerveux. Paris: O. Doin, 1893.
- Des peurs maladives ou phobies. Paris: Société d’éditions scientifiques, 1894.
- Traitement des névroses, et en particulier de l’épilepsie. Sceaux: Charaire & Cie., 1896.
- Hygiène de l’oreille et des sourds. Paris: A. Maloine, 1897.
- Les déséquilibrés des jambes; étude psychologique et thérapeutique. 1 re série. Les astasiques. Paris, 1898.
- Traitement des névroses et en particulier de l’épilepsie. Charaire et Cie, 1898.
- Traité des epilepsies. Paris: J.-B. Baillière & fils, 1901.
- Penseurs et savants; leurs maladies, leur hygiène. Préface du docteur Cabanès. Paris: Vigot frères, 1904.
- Souvenirs de l'île de la Réunion. Paris: Vigot frères, 1905.
- Le dernier triomphe de La Ligue sous Henri IV. Siège de Blaye par Matignon (1592–1593). Paris: Néauber, 1905.
- L’Épilepsie, son traitement par les dragées Gélineau. Sceaux, 1910.

Artykuły
- Fièvre pernicieuse épileptique. Revue de thérapeutique médico-chirurgicale, s. 370–374, 1875.
- Difficulté de la délivrance en rapport avec une rétroversion de l’utérus; excellents effets de l’attitude à tergo. Revue de thérapeutique médico-chirurgicale 22, s. 459–461, 1875.
- Traitement des varices par des injections de perchlorure de fer. Revue de thérapeutique médico-chirurgicale, s. 513–515, 1875.
- D’un nouveau traitement de la méningite. Revue de thérapeutique médico-chirurgicale, 1876, s. 141, 199, 227, 317, 374, 404.
- La pneumonie alcoolique; la pneumonie en général; dans quels cas la saignée doit être employée dans la pneumonie. L’Abeille Médicale 33, 1876, s. 129, 138.
- Kyste de l’ovaire extrêmement volumineux; asphyxie imminente; ovariotomie in extremis; mort. Revue de thérapeutique médico-chirurgicale 43, 1876, s. 36–38.
- Des pleurésies latentes et du jaborandi. Revue de thérapeutique médico-chirurgicale 43, 1876, s. 620–622.
- Traitement de la chute du rectum. L’Abeille Médicale 33, 1876, s. 258–260.
- Traitement de la chute du rectum. Tribune Médicale 8, 1876, s. 278-280.
- Emploi du rétroceps dans une présentation de la face. Bulletin général de thérapeutique médicale, chirurgicale, obstétricale et pharmaceutique 93, 1877, s. 495–504.
- De la paralysie infantile. Gazette des Hôpitaux 51, 1878, s. 841–844.
- De quelques morts subites. au point de vue de la médecine légale. Tribune Médicale 12, 1879, s. 380.
- Méningite tuberculeuse. Revue de thérapeutique médico-chirurgicale 46, 1879, s. 64–92.
- De l’épilepsie compliquée d’agoraphobie. Tribune Médicale 12, 1880, s. 161, 190.
- De la narcolepsie. Gazette des Hôpitaux 53, 1880, s. 626, 635.
- De l’épilepsie chez les animaux domestiques, et de la transmissibilité présumée de leur mal à l’homme. Tribune Médicale 13, 1880, s. 280, 303.
- L’ile d’Yeu; habitants; industries; maladies professionnelles; affections héréditaires. J. d’hyg. 10, 1884, s. 52, 64, 76.
- Observation de narcolepsie. Revue de l’hypnotisme et de la psychologie physiologique 8, 1893/1894, s. 332–335.
- De l’hématophobia. Revue de l’hypnotisme et de la psychologie physiologique 8, 1893/1894, s. 136–141.
- Les pseudophobies. Revue de l’hypnotisme et de la psychologie physiologique 8, 1893/1894, s. 353–359.
- Distribution géographique de l’épilepsie. Journal d’hygiène 19, 1894, 301, 315, 327.
- De l’inhibition des accès d’épilepsie. Revue de l’hypnotisme et de la psychologie physiologique 10, 1895/1896, s. 243–248.
- Le tabac fumé avec excès ou les vapeurs du tabac en préparation dans les manufactures sont-ils une cause d’épilepsie. Cong. internat. d’hyg. et de démog. C. r. 1894. viii, pt. 3, 50-58 Budapest, 1896.
- Étiologie de l’angine de poitrine. L’Indépendance médicale 2, 1896, s. 396.
- De l’acrophobie essentielle. Journal de médecine de Paris 8, 1896, 478.
- De l’acrophobie essentielle. Revue de psychiatrie, de neurologie et d’hypnologie, 1896 271-275.
- Quelques réflexions sur les phobies. Revue de psychiatrie, de neurologie et d’hypnologie, 1896 s. 128–134.
- De la spermatophobie chez la femme. Revue de psychiatrie, de neurologie et d’hypnologie, 1896 s. 233–237.
- Quelques observations sur les phobies essentielles. Revue de l’hypnotisme et de la psychologie physiologique 9, 1896/1897, s. 51–59.
- Des épilepsies intangibles. Revue de psychiatrie, de neurologie et d’hypnologie, 1898 370-376.
- Une cause peu connue du cancer du pharynx. L’Indépendance médicale 4, 1898, s. 193.
- De l’acrophobie essentielle. Revue de l’hypnotisme et de la psychologie physiologique 13, 1898/1899, s. 79–82.
- De l’épilepsie dentaire chez les enfants et adultes. La Médecine orientale 3, 1899, s. 145–149.
- Épilepsie grippale. L’Indépendance médicale 6, 1900, s. 91.
- Epilepsie tuberculeuse. La Médecine orientale 4, 1900, s. 21–26.
- Epileptiques célèbres. La Chronique médicale 7, 1900, s. 545–557.
- La mort de Napoléon III. La Chronique médicale, 1901, s. 127.
- L’épilepsie de quelques musiciens célèbres. Le Courrier Médical 51, 1901, 48-50.
- Les stéthoscopes de Laënnec. La Chronique médicale 8, 1901, s. 158–159.
- Un portrait inconnu de Laënnec et son premier stéthoscope. La Chronique médicale 9, 1902, s. 423.
- Somnose et narcolepsie. La Chronique médicale 10, 1903, s. 821.